# Гифтшютц, Франц
Франц Гифтшютц (нем. Franz Giftschütz; 10 апреля 1748, Вена — 10 августа 1788, Вена) — австрийский священник. Брат Карла Гифтшютца.

## Биография
Родился в бедной семье. Изучал богословие в Вене. Служил священником в Соборе Святого Стефана, с начала 1780-х гг. профессор пастырского богословия в Венском университете.
Основной труд Гифтшютца — «Наставление тем, кому положены в имперских и королевских землях немецкие чтения по пастырскому богословию» (нем. Leitfaden für die in den k. k. Erblanden vorgeschriebenen deutschen Vorlesungen über die Pastoraltheologie; 1782, в трёх частях). Эта книга выдержала пять изданий к 1811 году, была переведена на польский (Николаем Скородинским), чешский и латынь. Ян Ходани опубликовал в 1824 году аналитическое изложение руководства Гифшютца (пол. Teologia pasterska podług Giftschütza).